# Dredg
Dredg is een Amerikaanse progressieve-rockband afkomstig uit Los Gatos (Californië). De band bestaat uit vier leden: zanger Gavin Hayes, gitarist Mark Engles, bassist Drew Roulette en drummer Dino Campanella. Vooral Hayes en Roulette richten zich naast de muziek ook op andere kunstvormen, zoals poëzie en schilderen. De band gebruikt deze kunstvormen ook in hun optredens en artwork.
De band brak in 1998 door met het conceptalbum Leitmotif, dat zich kenmerkte door het unieke gitaargeluid, de dromerige zang van Hayes en de combinatie van invloeden uit de progrock. Het leverde hen een platencontract bij Interscope Records op.
De naam Dredg is afkomstig van het Engelse dredge, vertaald in Nederlands betekent dit baggeren/uitbaggeren/dreggen. Waarom de band voor Dredg heeft gekozen weet de band zelf niet meer. In een interview in 2005 zei Dino Campanella: "Het is zo lang geleden dat we die naam hebben gekozen dat ik het me niet eens kan herinneren. We vinden het eigenlijk niet zo lekker klinken. Het rolt niet makkelijk van je tong."

## Geschiedenis
Engles en Campanelles leerden elkaar kennen op de middelbare school en besloten samen een band op te richten. Op de Los Gatos High School voegden Hayes en Roulette zich bij hen. Hun eerste demo, getiteld Conscious, werd in 1996 uitgegeven. In 1997 volgde de ep Orph, waarop metalinvloeden en het typische Dredg-geluid voor het eerst te horen zijn. Op deze ep staan hun eerste instrumentale nummer "Orph" en het nummer "Kayasuma", waarvan een andere versie in 1998 op hun album Leitmotif werd uitgebracht. Leitmotif is een conceptalbum over een man die een reis maakt om te genezen van zijn 'morele ziekte'. Het verhaal zou verfilmd worden, maar door de vroegtijdige dood van de beoogde hoofdrolspeler werd de verfilming afgebroken. Na de uitgave van Leitmotif toerde Dredg twee jaar lang door de Verenigde Staten. In 2000 stuurde de band demo's (met daarop de liedje "Of the Room", "Redrawing the Island Map" en "Running through Propellers") naar meerdere platenmaatschappijen. Interscope Records bood hen in 2001 een platencontract aan en gaf Leitmotif opnieuw uit.
In 2002 gaf Interscope hun album El Cielo uit. De bandleden haalden voor dit album inspiratie uit het leven en werk van Salvador Dalí. Ze lieten zich aanvankelijk inspireren door zijn schilderij Dream Caused by the Flight of a Bee Around a Pomegranate a Second Before Awakening, maar besloten uiteindelijk van slaapverlamming het thema te maken. Dit is een verschijnsel een persoon wakker is, maar zijn of haar spieren nog verlamd zijn. Dit gaat vaak gepaard met hallucinaties en is volgens mensen die het hebben gehad een ontluisterende ervaring. Om het thema van het album te onderstrepen ging het album niet vergezeld van liedteksten, maar heeft de band brieven van slachtoffers van slaapverlamming toegevoegd. Het grootste gedeelte van de opnames vond plaats in 2001 op de Skywalker Ranch van George Lucas. Drie producenten werden ingeschakeld om het geluid van de band vorm te geven: Ron Saint Germain, Jim Scott en Tim Palmer. Het album zou op 8 oktober 2002 worden uitgebracht, maar lekte geruime tijd eerder al uit via het internet.
Tijdens de concertournee na de uitgave van El Cielo begon Dredg met het schrijven van hun derde album, Catch without Arms. Dit was een conceptalbum gebaseerd op tegenstellingen (goed/slecht, yin/yang). Recensenten beschreven het als toegankelijker dan het voorgaande album. De band bereikte er de 124ste plaats in de Billboard 200 mee. Hun eerste livealbum, getiteld Live at the Fillmore, werd op 11 mei 2006 opgenomen en op 7 november dat jaar uitgebracht. Hierop staat het niet eerder uitgebrachte nummer "The Warbler". In 2007-2009 namen ze het album The Pariah, The Parrot, The Delusion op, waarvan de uitgave gepland stond voor 24 maart 2009, maar door vertraging werd het pas op 9 juni 2009 uitgebracht.
In 2011 werd hun album Chuckles and Mr Squeezy uitgebracht.

## Bandleden
- Gavin Hayes - zang, Weissenborn, gitaar
- Drew Roulette - basgitaar
- Mark Engles - gitaar
- Dino Campanella - drums/percussie, piano, orgel

## Discografie

### Studioalbums
- Leitmotif (1998; opnieuw uitgebracht in 2001)
- El Cielo (2002)
- Catch Without Arms (2005)
- The Pariah, The Parrot, The Delusion (2009)
- Chuckles and Mr. Squeezy (2011)

### Ep's
- Conscious (1996)
- Orph (1997)
- Extended Play for the Eastern Hemisphere (2002)

### Livealbum
- Live at the Fillmore (2006)

### Internet-ep's
- Sony Connect Sets (2005)
- Napster Sessions (2007)

### Overige
- Coquette Demo, 2004
- Bug Eyes CD Sampler, 2005
- Bug Eyes 7" Vinyl, 2005

### Dvd's
- Crickets, 2003
- Live from the Henry Fonda Theater, 2005

### Muziekvideo's
- "Same Ol' Road" (2002), van het album El Cielo
- "Of The Room" (2003), van het album El Cielo
- "Bug Eyes" (2005), van het album Catch Without Arms